# آلفرد مندز
آلفرد هوبرت مندس ام ام (۱۸ نوامبر ۱۸۹۷ – ۱۹۹۱) رمان‌نویس و داستان‌نویس ترینیدادایی و توباگونیایی بود. او یکی از اعضای برجسته «گروه بیکن» نویسندگان دهه ۱۹۳۰ (به نام مجله ادبی بیکن) در ترینیداد و توباگو بود که شامل آلبرت گومز ، سی. ال. آر. جیمز و رالف دو بوسییر بود. مندز بیشتر به عنوان نویسنده دو رمان - دریاچه پیچ (۱۹۳۴) و فون سیاه (۱۹۳۵) - و برای داستان‌های کوتاهش که در دهه‌های ۱۹۲۰ و ۱۹۳۰ نوشته شده است، شناخته می‌شود. او «یکی از اولین نویسندگان هند غربی بود که الگوی مهاجرت را در مواجهه با کمبود مؤسسات انتشاراتی و اقشار کوچک کتابخوان در هند غربی تعیین کرد».  تجربیات مندس در جنگ جهانی اول به عنوان الهام بخش فیلم ۱۹۱۷ در سال ۲۰۱۹ به نویسندگی و کارگردانی نوه او سم مندز خواهد بود.

## سنین جوانی و تحصیل
مندز در ترینیداد متولد شد، بزرگترین فرزند از شش فرزند یک خانواده کریول پرتغالی، و پسر ایزابلا مندز (با نام خانوادگی ژاردین) و آلفرد مندز بود.  مندز تا سال ۱۹۱۲ در پورت آو اسپین تحصیل کرد، سپس در سن ۱۵ سالگی برای ادامه تحصیل به انگلستان رفت و به مدرسه گرامر هیچین رفت.  امیدهای او برای رفتن به دانشگاه با وقوع جنگ جهانی اول قطع شد.

## حرفه نظامی
پس از بازگشت کوتاهی به ترینیداد در سال ۱۹۱۵، برخلاف میل پدرش، به گروه بازرگانان ترینیداد پیوست - که هدف آنها ثبت نام و انتقال مردان جوانی به بریتانیا بود که مایل بودند در جنگ "برای پادشاه و کشور" خدمت کنند  - و با کشتی به بریتانیا بازگشت. او در گردان ۱، تیپ تفنگدار ،  خدمت کرد و به مدت دو سال در فلاندر، در امتداد جبهه بلژیک جنگید و به دلیل متمایز شدن خود در میدان جنگ، مدال نظامی دریافت کرد.  در اواخر جنگ، او به طور تصادفی گاز سمی استنشاق کرد و برای بهبودی به بریتانیا فرستاده شد. 
تجربه او از جنگ به عنوان الهام بخش نوه‌اش، سم مندز در ساخت فیلم ۱۹۱۷ خود در سال ۲۰۱۹ بود. در واقع، سم مندز توضیح می‌دهد که مانند مأموریت سربازان خیالی در سال ۱۹۱۷، آلفرد مندز نیز پیام‌هایی را از طریق قلمرو خطرناک منطقه بی‌طرف و این واقعیت که او تنها ۵ فوت ۴ اینچ (۱۶۳ سانتیمتر) داشت، منتقل کرد. قد او را قادر می ساخت تا از تشخیص آسان جلوگیری کند زیرا غبار زمستانی که قلمرو را پوشانده بود اغلب ۶ فوت (۱۸۰ سانتیمتر) ارتفاع داشت. سم مندز همچنین توضیح داد که چگونه پدربزرگش آلفرد در مورد تجربیات دوران جنگ خود تا زمانی که در دهه ۷۰ زندگی خود بود صحبت نکرد. یکی از بقایای تجربه او در جنگ خندق غرق در گل، عادت همیشگی او به شستن مداوم دستانش برای چند دقیقه در یک زمان بود. 

## زندگی شخصی
مندز در اکتبر ۱۹۱۹ ازدواج کرد و در سال بعد صاحب یک پسر به نام آلفرد جان شد. همسر اول او، جسی رودریگز، تنها پس از دو سال زندگی مشترک بر اثر ذات الریه درگذشت.  ازدواج دوم او یک سال بعد در سال ۱۹۳۸ به طلاق ختم شد. همسر سوم او الن پرچینی، مادر دو پسر آخرش، جیمسون پیتر و استیون مایکل بود. او پدربزرگ سم مندز کارگردان برنده جایزه اسکار است که فیلم ۱۹۱۷ او در سال ۲۰۱۹ از داستان‌های مندز در جنگ جهانی اول الهام گرفته شده است. 

## منتخب کتابشناسی
- دریاچه پیچ ، لندن: داکورث، ۱۹۳۴.
- بلک فاونز ، لندن: داکورث، ۱۹۳۵.